# مقاطعة سيليزيا العليا
مقاطعة سيليزيا العليا (بالألمانية: Provinz Oberschlesien)‏ ؛ سيليزيا الألمانية : Provinz Oberschläsing ؛ Silesian ؛ (بالبولندية: Prowincja Górny Śląsk)‏ كانت مقاطعة ولاية بروسيا الحرة من عام 1919 إلى عام 1945. وشمل معظم أنحاء المنطقة من سيليزيا العليا وقسمت في نهاية المطاف إلى منطقتين الحكومة ( منطقة إدارية ألمانية ) دعا Kattowitz (1939-1945)، وOppeln (1819-1945). كانت عاصمة المحافظة أوبولي (1919 – 1938) و كاتوفيتسه (1941 – 1945)، في حين شملت المدن الرئيسية الأخرى بيطوم، كلايفتز ، هيندينبيرغ OS، نيسي، راتيبور وأوشفيتز، وأضاف في عام 1941 (المكان الإبادة مستقبل اليهود في الحرب العالمية II).  بين 1938 و 1941 تم توحيدها مع سيليزيا السفلى كمقاطعة سيليزيا.

## التاريخ

### السكان التاريخية
ربما تكون أقرب أرقام تعداد دقيقة حول الهيكل العرقي أو القومي لـ Regierungsbezirk Oppeln (Regierungsbezirk Kattowitz غير موجودة بعد) من عام 1819. في عام 1819 كان في منطقة أوبلن 561203 نسمة، بما في ذلك "Nationalverschiedenheit" التالية: 
البولنديون (بولن): 377,100 (67,2٪)
الألمان (دويتشه): 162,600 (29,0٪)
المورافيون (مهرر): 12,000 (2,1٪)
اليهود (Juden): 8,000 (1,4٪)
التشيك (Tschechen): 1,600 (0,3٪)
| الجدول 1. عدد السكان البولنديين والألمان وغيرهم من السكان (Regierungsbezirk Oppeln) | الجدول 1. عدد السكان البولنديين والألمان وغيرهم من السكان (Regierungsbezirk Oppeln) | الجدول 1. عدد السكان البولنديين والألمان وغيرهم من السكان (Regierungsbezirk Oppeln) | الجدول 1. عدد السكان البولنديين والألمان وغيرهم من السكان (Regierungsbezirk Oppeln) | الجدول 1. عدد السكان البولنديين والألمان وغيرهم من السكان (Regierungsbezirk Oppeln) | الجدول 1. عدد السكان البولنديين والألمان وغيرهم من السكان (Regierungsbezirk Oppeln) | الجدول 1. عدد السكان البولنديين والألمان وغيرهم من السكان (Regierungsbezirk Oppeln) | الجدول 1. عدد السكان البولنديين والألمان وغيرهم من السكان (Regierungsbezirk Oppeln) | الجدول 1. عدد السكان البولنديين والألمان وغيرهم من السكان (Regierungsbezirk Oppeln) | الجدول 1. عدد السكان البولنديين والألمان وغيرهم من السكان (Regierungsbezirk Oppeln) | الجدول 1. عدد السكان البولنديين والألمان وغيرهم من السكان (Regierungsbezirk Oppeln) | الجدول 1. عدد السكان البولنديين والألمان وغيرهم من السكان (Regierungsbezirk Oppeln) | الجدول 1. عدد السكان البولنديين والألمان وغيرهم من السكان (Regierungsbezirk Oppeln) | الجدول 1. عدد السكان البولنديين والألمان وغيرهم من السكان (Regierungsbezirk Oppeln) | الجدول 1. عدد السكان البولنديين والألمان وغيرهم من السكان (Regierungsbezirk Oppeln) | الجدول 1. عدد السكان البولنديين والألمان وغيرهم من السكان (Regierungsbezirk Oppeln) | الجدول 1. عدد السكان البولنديين والألمان وغيرهم من السكان (Regierungsbezirk Oppeln) | الجدول 1. عدد السكان البولنديين والألمان وغيرهم من السكان (Regierungsbezirk Oppeln) |
| عام                                                                                 | 1819                                                                                | 1828                                                                                | 1831                                                                                | 1834                                                                                | 1837                                                                                | 1840                                                                                | 1843                                                                                | 1846                                                                                | 1852                                                                                | 1855                                                                                | 1858                                                                                | 1861                                                                                | 1867                                                                                | 1890                                                                                | 1900                                                                                | 1905                                                                                | 1910                                                                                |
| ----------------------------------------------------------------------------------- | ----------------------------------------------------------------------------------- | ----------------------------------------------------------------------------------- | ----------------------------------------------------------------------------------- | ----------------------------------------------------------------------------------- | ----------------------------------------------------------------------------------- | ----------------------------------------------------------------------------------- | ----------------------------------------------------------------------------------- | ----------------------------------------------------------------------------------- | ----------------------------------------------------------------------------------- | ----------------------------------------------------------------------------------- | ----------------------------------------------------------------------------------- | ----------------------------------------------------------------------------------- | ----------------------------------------------------------------------------------- | ----------------------------------------------------------------------------------- | ----------------------------------------------------------------------------------- | ----------------------------------------------------------------------------------- | ----------------------------------------------------------------------------------- |
| تلميع                                                                               | 377,100 (67.2٪)                                                                     | 418,837 (61.1٪)                                                                     | 443,084 (62.0٪)                                                                     | 468,691 (62.6٪)                                                                     | 495362 (62.1٪)                                                                      | 525395 (58.6٪)                                                                      | 540,402 (58.1٪)                                                                     | 568,582 (58.1٪)                                                                     | 584,293 (58.6٪)                                                                     | 590,248 (58.7٪)                                                                     | 612,849 (57.3٪)                                                                     | 665,865 (59.1٪)                                                                     | 742,153 (59.8٪)                                                                     | 918,728 (58.2٪)                                                                     | 1,048,230 (56.1٪)                                                                   | 1,158,805 (57.0٪)                                                                   | التعداد، البولندية أحادية اللغة: 1,169,340 (53.0٪) أو حتى 1,560,000 مع ثنائي اللغة  |
| ألمانية                                                                             | 162,600 (29.0٪)                                                                     | 255,483 (37.3٪)                                                                     | 257,852 (36.1٪)                                                                     | 266,399 (35.6٪)                                                                     | 290,168 (36.3٪)                                                                     | 330,099 (36.8٪)                                                                     | 348,094 (37.4٪)                                                                     | 364,175 (37.2٪)                                                                     | 363990 (36.5٪)                                                                      | 366,562 (36.5٪)                                                                     | 406.950 (38.1٪)                                                                     | 409.218 (36.3٪)                                                                     | 457545 (36.8٪)                                                                      | 566,523 (35.9٪)                                                                     | 684,397 (36.6٪)                                                                     | 757,200 (37.2٪)                                                                     | 884,045 (40.0٪)                                                                     |
| آخر                                                                                 | 21503 (3.8٪)                                                                        | 10904 (1.6٪)                                                                        | 13,254 (1.9٪)                                                                       | 13,120 (1.8٪)                                                                       | 12679 (1.6٪)                                                                        | 41,570 (4.6٪)                                                                       | 42292 (4.5٪)                                                                        | 45736 (4.7٪)                                                                        | 49,445 (4.9٪)                                                                       | 48270 (4.8٪)                                                                        | 49,037 (4.6٪)                                                                       | 51187 (4.6٪)                                                                        | 41,611 (3.4٪)                                                                       | 92,480 (5.9٪)                                                                       | 135,519 (7.3٪)                                                                      | 117,651 (5.8٪)                                                                      | مجموع السكان: 2,207,981                                                             |

### ألمانيا النازية

#### الحرب العالمية الثانية
بعد غزو بولندا في عام 1939 تم ضم سيليزيا العليا البولندية، بما في ذلك المدينة الصناعية البولندية كاتوفيتز، مباشرة إلى مقاطعة سيليزيا. أصبحت هذه المنطقة المضمومة، والمعروفة أيضًا باسم شرق سيليزيا العليا ( Ostoberschlesien )، جزءًا من Regierungsbezirk Kattowitz الجديدة.
| المنطقة (داخل حدود 1939):                                                | رقم       | نسبه مئويه |
| ------------------------------------------------------------------------ | --------- | ---------- |
| Autochthons (1939 DE / FCD مواطنين)                                      | 789,716   | 59,23٪     |
| المطرودين البولنديين من كريسي ( اتحاد الجمهوريات الاشتراكية السوفياتية ) | 232785    | 17,46٪     |
| البولنديين من الخارج باستثناء الاتحاد السوفياتي                          | 24772     | 1,86٪      |
| إعادة توطين من مدينة وارسو                                               | 11333     | 0,85٪      |
| من منطقة وارسو ( ماسوفيا )                                               | 7019      | 0,53٪      |
| من منطقة بياليستوك وسودوفيا                                              | 2229      | 0,17 ٪     |
| من بوميرانيا البولندية قبل الحرب                                         | 5,444     | 0,41٪      |
| إعادة التوطين من منطقة بوزنان                                            | 8936      | 0,67٪      |
| منطقة كاتوفيتشي ( شرق سيليزيا العليا )                                   | 91,011    | 6,83٪      |
| إعادة توطين من مدينة وودج                                                | 1250      | 0,09٪      |
| إعادة التوطين من منطقة وودج                                              | 13,046    | 0,98٪      |
| إعادة التوطين من منطقة كيلسي                                             | 16,707    | 1,25٪      |
| إعادة التوطين من منطقة لوبلان                                            | 7600      | 0,57٪      |
| إعادة التوطين من منطقة كراكوف                                            | 60,987    | 4,57٪      |
| إعادة التوطين من منطقة رشيشوف                                            | 23,577    | 1,77٪      |
| مكان الإقامة في عام 1939 غير معروف                                       | 36834     | 2,76٪      |
| إجمالي البوب. في ديسمبر 1950                                             | 1,333,246 | 100.00٪    |

المناطق الريفية ( Landkreise )
1. LANDKREIS Bendsburg
2. Landkreis Beuthen - تاروفيتز
3. LANDKREIS بيليتز
4. Landkreis Kattowitz
5. Landkreis Krenau
6. Landkreis Ilkenau
7. LANDKREIS Pless
8. لاندكريس ريبنيك
9. Landkreis Saybusch
10. LANDKREIS Teschen
11. LANDKREIS Tost-Gleiwitz

### Regierungsbezirk Oppeln
المناطق الحضرية ( Stadtkreise )
1. مدينة نيسا (نيسيس)
2. مدينة أوبول (أوبيلن)
3. مدينة راسيبورز (راتيبور)

المناطق الريفية ( Landkreise )
1. Landkreis Blachstädt
2. Landkreis Cosel
3. Landkreis Falkenberg في Oberschleisen
4. Landkreis Groß Strehlitz
5. Landkreis Grottkau
6. Landkreis Guttentag
7. LANDKREIS Kreuzburg في Oberschlesien
8. Landkreis Leobschütz
9. لاندكريس لوبلينتز
10. Landkreis Neisse
11. Landkreis Neustadt in Oberschlesien
12. لاندكريس أوبلن
13. لاندكريس راتيبور
14. LANDKREIS Rosenberg
15. Landkreis Warthenau